# Kokia kauaiensis
Espèce
Statut de conservation UICN

 CR (needs updating) D : 
En danger critique
Kokia kauaiensis, dénommé aussi  « Kauai treecotton » ou Kauaʻi Kokiʻo, est une espèce de plante à fleurs de la famille des Malvaceae. Il est endémique de Kauaʻi, Hawaii.
Kauaʻi Kokiʻo est un petit arbre, atteignant une hauteur de 5 - 10 m. Il est présent dans les forêts mésiques côtières et les forêts mésiques mixtes à des altitudes de 350 - 660 m. Les plantes associées comprennent l'ʻahakea (Bobea spp.), le koa (Acacia koa), le lama (Diospyros sandwicensis) , le manono (Hedyotis spp.), le hala pepe (Pleomele aurea), l'aupaka (Isodendrion spp.), le papala kepau (' 'Pisonia spp.), l'olopua (Nestegis sandwicensis), l'ʻōhiʻa hā (Syzygium sandwicensis), le hame (Antidesma spp.), le maile (Alyxia oliviformis), l'ʻālaʻa (Pouteria sandwicensis), l'aʻiaʻi (Streblus pendulinus), l'alaheʻe (Psydrax odorata), l'uluhe (Dicranopteris linearis), l'aloalo (Hibiscus spp.), le mēhamehame ( Flueggea neowawraea), l'alani (Mélicope spp.), le palapalai lau liʻi (Asplenium laciniatum ), l'ʻoheʻohe (Tetraplasandra spp.), l'ʻakoko (Euphorbia celastroides) , le nehe (Lipochaeta spp), ʻaʻaliʻi (Dodonaea viscosa), ʻiliahi (Santalum spp.), poʻolā (Claoxylon sandwicense), and ʻōhiʻa lehua (Metrosideros polymorpha).
Kokia kauaiensis est répertorié comme en danger critique d'extinction. Aujourd’hui, il reste environ 45 à 50 individus,. À un moment donné, il ne restait plus qu’un seul arbreHau Hele'Ula Kokia kauaiensis a été récemment évalué pour la Liste rouge de l'UICN des espèces menacées en 2020.